# 50 osoba koje su najviše pridonijele Euroligi
50 osoba koji su najviše pridonijeli Euroligi su bile izabrane 3. veljače 2008. u Madridu, u Španjolskoj, prigodom obilježavanja pedesete obljetnice utemeljenja Kupa europskih prvaka, službeno priznatog natjecanja kao prethodnika današnje Eurolige.
Popis čini 50 najboljih svih vremena (unutar tih 50 godina): 35 najboljih igrača, 10 najboljih trenera i 5 najboljih sudaca. Popis sadrži i nominirane za svaku kategoriju.

## 35 najboljih igrača Eurolige svih vremena
Kalendarske godine u zagradama označavaju otkad je i dokad je igrač igrao.
- Srbija: 
  - Radivoj Korać (1953. – 1969.)
  - Dražen Dalipagić (1971. – 1991.)
  - Vlade Divac (1985. – 2005.)
  - Aleksandar Đorđević (1985. – 2005.)
  - Predrag Danilović (1987. – 2000.)
  - Dejan Bodiroga (1990. – 2007.)
- Italija: 
  - Aldo Ossola (1962. – 1980.)
  - Dino Meneghin (1966. – 1994.)
  - Mike D'Antoni (1969. – 1990.)
  - Pierluigi Marzorati (1970. – 1991., 2006.)
  - Antonello Riva (1977. – 2002.)
- Španjolska: 
  - Emiliano Rodríguez (1958. – 1973.)
  - Clifford Luyk (1958. – 1978.)
  - Wayne Brabender (1965. – 1985.)
  - Juan Antonio Corbalán (1971. – 1991.)
  - Juan Antonio San Epifanio (1976. – 1995.)
- Hrvatska: 
  - Krešimir Ćosić (1964. – 1983.)
  - Dražen Petrović (1979. – 1993.)
  - Dino Rađa (1984. – 2003.)
  - Toni Kukoč (1985. – 2006.)
- Grčka: 
  - Nikos Galis (1975. – 1995.)
  - Panagiotis Giannakis (1976. – 1996.)
  - Fragiskos Alvertis (1990. – 2009.)
  - Theodoros Papaloukas (1995-danas)
- SAD: 
  - Walter Szczerbiak (1967. – 1984.)
  - Bob Morse (1968. – 1986.)
  - Bob McAdoo (1969. – 1993.)
  - Anthony Parker (1993.-danas)
- Litva: 
  - Arvydas Sabonis (1981. – 2005.)
  - Šarūnas Jasikevičius (1994.-danas)
- Rusija: 
  - Sergej Bjelov (1964. – 1980.)
- Bosna i Hercegovina: 
  - Mirza Delibašić (1972. – 1983.)
- Izrael: 
  - Mickey Berkowitz (1971. – 1995.)
- Argentina: 
  - Emanuel Ginóbili (1996.-danas)
- Meksiko: 
  - Manuel "Manolo" Raga (1963. – 1977.)

### Ostali nominirani igrači
- SAD: 
  - Miles Aiken (1960. – 1970.)
  - Bill Bradley (1961. – 1977.)
  - Charlie Yelverton (1968. – 1980.)
  - Aulcie Perry (1970. – 1985.)
  - Bruce Flowers (1975. – 1987.)
  - Larry Wright (1975. – 1988.)
  - Clarence Kea (1976. – 1994.)
  - Kevin Magee (1977. – 1994.)
  - Audie Norris (1978. – 1994.)
  - Corny Thompson (1978. – 1996.)
  - Dominique Wilkins (1979. – 1999.)
  - Michael Young (1980. – 1996.)
  - Johnny Rogers (1981. – 2004.)
  - Joe Arlauckas (1983. – 2000.)
  - David Rivers (1984. – 2001.)
  - Derrick Sharp (1990.-danas)
  - Marcus Brown (1992.-danas)
  - Tyus Edney (1993.-danas)
- Hrvatska: 
  - Josip Đerđa (1958. – 1976.)
  - Mihovil Nakić-Vojnović (1974. – 88.)
  - Aleksandar Petrović (1979. – 1992.)
  - Velimir Perasović (1984. – 2003.)
  - Stojko Vranković (1985. – 2002.)
  - Nikola Vujčić (1995.-danas)
- Srbija: 
  - Zoran Slavnić (1963. – 1983.)
  - Dragan Kićanović (1966. – 1984.)
  - Žarko Varajić (1969. – 1984.)
  - Zoran Savić (1986. – 2002.)
  - Željko Rebrača (1991. – 2007.)
- Španjolska: 
  - Rafael Rullan (1969. – 1988.)
  - Ignacio Solozábal (1975. – 1992.)
  - Fernando Martín (1979. – 1989.)
  - Jordi Villacampa (1980. – 1997.)
  - Juan Carlos Navarro (1997.-danas)
- Italija: 
  - Carlo Recalcati (1967. – 1979.)
  - Roberto Brunamonti (1975. – 1996.)
  - Walter Magnifico (1980. – 2001.)
  - Riccardo Pittis (1984. – 2004.)
- Rusija: 
  - Gennadij Volnov (1956. – 1973.)
  - Jurij Kornejev (1957. – 1966.)
  - Vladimir Andrejev (1962. – 1975.)
  - Anatolij Myškin (1972. – 1986.)
- Litva: 
  - Valdemaras Chomičius (1978. – 2000.) (često nazivan Homičus)
  - Rimas Kurtinaitis (1982. – 2006.)
  - Artūras Karnišovas (1989. – 2002.)
  - Saulius Štombergas (1991. – 2007.)
- Francuska: 
  - Richard Dacoury (1976. – 1998.)
  - Stéphane Ostrowski (1979. – 2005.)
  - Antoine Rigaudeau (1987. – 2005.)
- Slovenija: 
  - Ivo Daneu (1956. – 1970.)
  - Jurij Zdovc (1987. – 2003.)
  - Matjaž Smodiš (1994.-danas)
- Izrael: 
  - Tal Brody (1961. – 1977.)
  - Motti Aroesti (1973. – 1988.)
  - Doron Jamchi (1984. – 2000.)
- Latvija: 
  - Maigonis Valdmanis (1949. – 1963.)
  - Valdis Muižnieks (1951. – 1969.)
  - Jānis Krūmiņš (1954. – 1969.)
- Grčka: 
  - Panagiotis Fasoulas (1981. – 1999.)
  - Dimitris Diamantidis (1999.-danas)
- Ukrajina: 
  - Vladimir Tkačenko (1973. – 1992.)
  - Aleksandar Volkov (1983. – 1996.)
- Crna Gora: 
  - Duško Ivanović (1980. – 1996.)
  - Žarko Paspalj (1982. – 1999.)
- Turska: 
  - İbrahim Kutluay (1991.-danas)
  - Mirsad Türkcan (1994.-danas)
- Makedonija: 
  - Petar Naumoski (1989. – 2004.)
- Češka: 
  - Jiří Zídek (1962. – 1983.)
- Armenija: 
  - Armenak Alačačjan (1952. – 1968.)
- Argentina: 
  - Luis Scola (1996.-danas)

## 10 najboljih trenera Eurolige svih vremena
Kalendarske godine u zagradama označavaju otkad je i dokad je trener trenirao.
- Srbija: 
  - Aleksandar Nikolić (1954. – 1984.)
  - Dušan Ivković (1978.-danas)
  - Božidar Maljković (1979.-danas)
  - Željko Obradović (1991.-danas)
- Španjolska: 
  - Pedro Ferrándiz (1957. – 1975.)
  - Manuel "Lolo" Sáinz (1972. – 2000.)
- Rusija: 
  - Aleksandr Gomeljski (1954. – 1991.)
- SAD: 
  - Dan Peterson (1963. – 1987.)
- Italija: 
  - Ettore Messina (1989.-danas)
- Izrael: 
  - Pinhas "Pini" Gershon (1992.-danas)

### Ostali nominirani treneri
- Italija: 
  - Cesare Rubini (1947. – 1974.)
  - Sandro Gamba (1973. – 1991.)
  - Valerio Bianchini (1974. – 2006.)
- Srbija: 
  - Ranko Žeravica (1958. – 2003.)
  - Svetislav Pešić (1982.-danas)
- Hrvatska: 
  - Mirko Novosel (1967. – 1993.)
  - Željko Pavličević (1985.-danas)
- Španjolska: 
  - Aíto García Reneses (1974.-danas)
- Grčka: 
  - Giannis Ioannidis (1978. – 2004.)
- Izrael: 
  - Ralph Klein (1976. – 1996.)

## 5 najboljih sudaca Eurolige svih vremena
Kalendarske godine u zagradama označavaju otkad je i dokad je sudac sudio.
- Bugarska: Artenik Arabadjian
- Rusija: Mihail Davidov
- Slovačka: Lubomir Kotleba
- Francuska: Yvan Mainini
- Grčka: Costas Rigas

### Ostali nominirani sudci
- Srbija: Obrad Belošević
- Finska: Carl Jungebrand
- Mađarska: Ervin Kassai
- Poljska: Wiesław Zych
- Litva: Romualdas Brazauskas
- Španjolska: Pedro Hernández-Cabrera
- Uj. Kraljevstvo: David Turner

## Vanjske poveznice
- Official Page
- e-Zadar Tri košarkaša Zadra na Euroliginoj listi najboljih